# Faro Golfo Nuevo
El Faro Golfo Nuevo es un faro no habitado de la Armada Argentina que se encuentra en la ubicación 42°42′53.7″S 65°01′15.18″O / -42.714917, -65.0208833 en el golfo Nuevo, a muy poco distancia al norte de la ciudad de Puerto Madryn y al sudoeste de la península Valdés, Departamento Biedma, en la Provincia del Chubut, Patagonia Argentina.
El faro fue librado al servicio el 6 de junio de 1917. Augusto Baccarini fue el encargado de su construcción con la ayuda de 8 operarios más. Su estructura consta de una torre troncopiramidal de hierro de 15 metros de altura con una elevación sobre el nivel del mar de 34, 5 metros. Posee una garita roja con 2 franjas horizontales blancas y una central roja.